# 농촌 활동
농촌 활동은 방학기간 동안 대학생들이 단체로 농촌 지역에서 부족한 일손을 거들면서 노동의 의미와 농촌의 실정을 이해하는 활동을 말한다. 줄여서, 농활이라고 하기도 한다. 시기는 주로 여름방학 때가 많으나, 봄, 가을 혹은 겨울에도 진행된다.

## 명칭
농촌활동은 추구하는 목표는 다르지만, 활동 자체에는 큰 차이가 없다.
- 농촌계몽활동

일제강점기와 근대화 이전 시기에 고등교육을 받은 대학생 및 지식인들이 농촌을 근대화한다는 의미로 농촌계몽활동이라고 불렀다.
- 농민학생연대활동

1980년대 학생운동의 발전과 더불어 기존의 '농촌계몽운동'이라는 명칭이 대학생과 농민 간에 사회 계층적 차이를 표현하고 있다는 지적이 있었으며, 계층을 뛰어넘어 함께 한다는 의미를 담아 농민학생연대활동이라고 부르기 시작했다.
- 농촌봉사활동

언론과 기업을 중심으로 '농촌봉사활동'...이란 표현도 많이 쓰이고 있다. 최근 대학생들을 중심으로 한 농활에서 기업체 차원의 농촌봉사활동도 늘어나고 있으며 대학생들의 활동도 농촌을 벗어나 환경현장 활동, 생태농활 등 다양한 형태로 변화하고 있다.

## 문학에 나타난 농촌 활동
- 심훈의 《상록수》